# Nibaldo Mosciatti Olivieri
Nibaldo Fabrizio Mosciatti Olivieri (Concepción, 20 de septiembre de 1961) es un periodista chileno, director de prensa de la Radio Bío Bío y comentarista de CNN Chile.

## Biografía

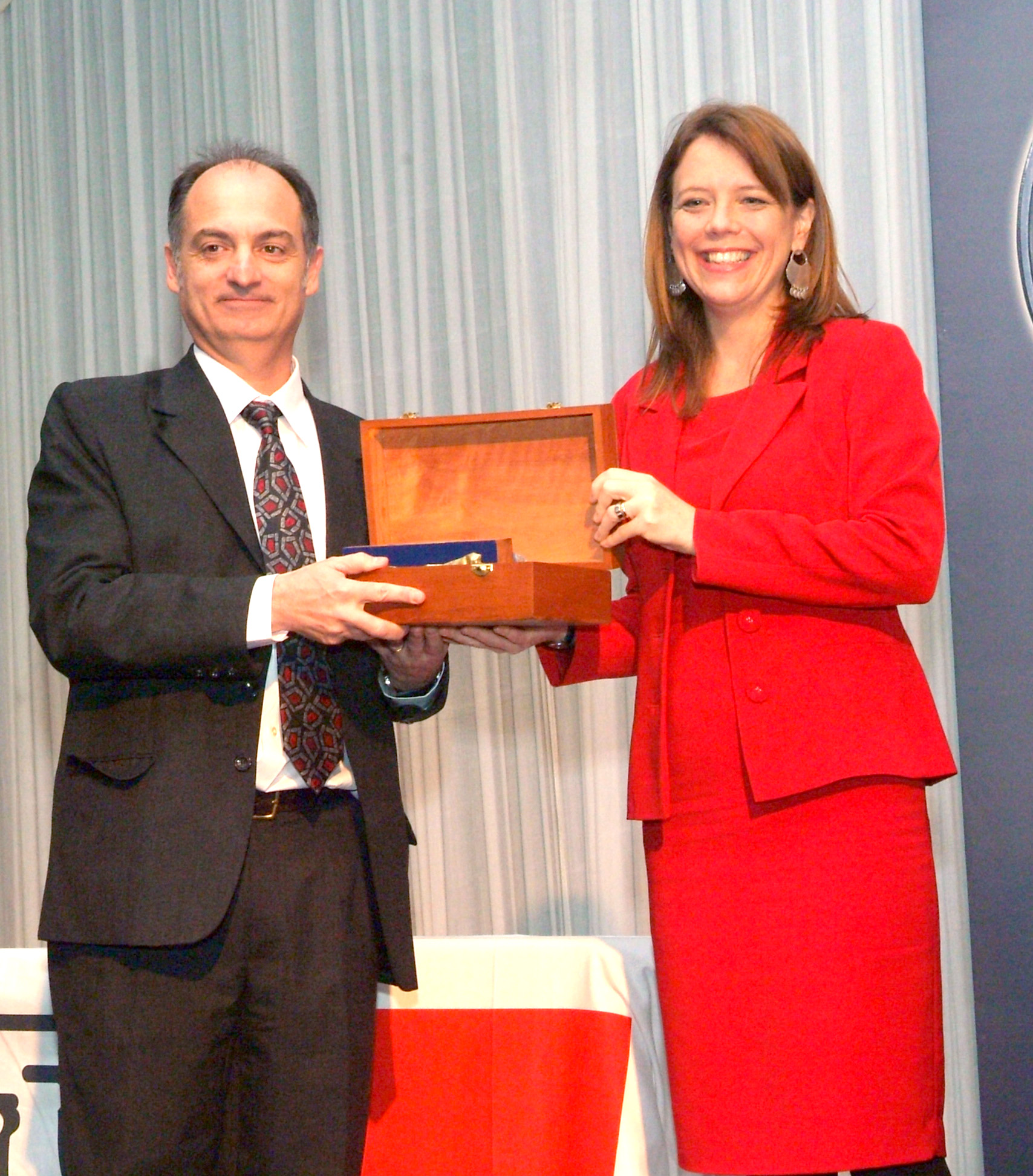
Nibaldo Mosciatti junto a Ena von Baer, al recibir el Premio Embotelladora Andina.

Es hijo de Nibaldo Mosciatti Moena y Olga Olivieri, y tuvo cuatro hermanos, Tomás, Mauro, Ezio y Piero Mosciatti, además de otros tres medio hermanos, Florencia, Cecilia y Gian Piero Mosciatti. Su padre fue un empresario de las comunicaciones, fundador y propietario de Radio Bío Bío, además de otras emisoras radiales y un canal de televisión, Canal 9 Bío-Bío Televisión.
Entró a estudiar periodismo en la Pontificia Universidad Católica de Chile en 1980. Trabajó en radio Chilena, primero como redactor de mesa y luego como reportero. En 1985 comenzó a trabajar en la revista Apsi, donde era redactor político.
En 1990 dejó Apsi para ser parte del equipo del programa de reportajes El mirador de Televisión Nacional de Chile, conducido por Patricio Bañados, donde se mantuvo hasta 1997.
Tras su salida del canal estatal, se le vio como panelista en el programa nocturno Plaza Italia del extinto Canal 2 Rock & Pop.
Junto a su familia controla Bío Bío Comunicaciones, y actualmente ejerce como director de prensa de Radio Bío Bío. Tras la alianza estratégica de la radio con el canal de noticias CNN Chile, forjada en 2008, Mosciatti ha incursionado en televisión, generalmente realizando comentarios respecto a la agenda política nacional.
En 2010 recibió el Premio Embotelladora Andina, donde emitió un polémico discurso en el que criticó a su alma máter —la Universidad Católica de Chile—, a la Iglesia católica, y a los periodistas que sirvieron a la dictadura militar de Augusto Pinochet.

Hay, al menos, dos periodismos. Voy a dejar fuera a esa manga de serviles que, por opción (libero de culpa a los que no tuvieron alternativa), fueron útiles plumíferos de la dictadura. Siempre he sostenido que en dictadura, hacer periodismo es hacer oposición. Si yo pretendiera hacer periodismo en China, hoy, sería agente opositor (y qué bueno que el Premio Nobel de la Paz se haya otorgado a un disidente chino).
Nibaldo Mosciatti, 2010.